# 戸塚町水道 (神奈川県)
戸塚町水道（とつかまちすいどう）は神奈川県鎌倉郡戸塚町が経営していた町営水道である。

## 概要
戸塚町は水に恵まれず、かつてより山裾の井戸から低地の井戸に導水していた。そのため1922年（大正11年）には水道敷設のための調査が開始され、1924年（大正13年）から1926年（大正15年）にかけて簡易的な水道が敷設された。しかしこの湧き水は水量が少なく、断水を繰り返したため神奈川県営水道に給水の陳情を行った。陳情の結果分水を受けることとなり、受水設備を設置した上で1937年（昭和12年）に神奈川県営水道からの分水を受けての給水を開始した。
横浜市への編入直前の1939年（昭和14年）には近隣豊田村および同村に建設される工場の関係会社から給水の要望があり、合併前日の3月31日に県の認可を受け、同日より給水を行っている。同年4月1日に戸塚町が横浜市に編入された際に横浜市水道に引き継がれる。当時の給水戸数は563戸であった。

## 給水区域
- 鎌倉郡戸塚町
- 鎌倉郡豊田村（1939年3月31日の1日間のみ[2]）